# Харолд Харли
Харолд Харли (енгл. Harold Hurley; Стратфорд, 16. новембар 1929 — Киченер, 29. август 2017) био је аматерски канадски хокејаш на леду који је играо на позицији голмана. 
Као члан сениорске репрезентације Канаде освојио је сребрну медаљу на ЗОИ 1960. у Скво Валију.